# إيما ويفر
إيما ويفر (بالإنجليزية: Emma Weaver)‏ هي ممثلة بريطانية، ولدت في عام 1975.